# 600.ª División de Infantería (Alemania)
La 600.ª División de Infantería (rusa) fue una división militar formada por el ejército alemán durante la Segunda Guerra Mundial. Sacó a sus hombres de prisioneros de guerra rusos y trabajadores forzados.

## Historia
La división se estableció el 1 de diciembre de 1944 y también se conocía como la 1.ª División de Infantería del Ejército de Liberación de Rusia. La división se construyó en Münsingen y fue formalmente parte del Ersatzheer, el ejército de reserva de la Wehrmacht, durante el período de construcción. El 28 de enero de 1945, cuando se completó la construcción, el mando fue entregado al Comité para la Liberación de los Pueblos de Rusia (KONR), al que se le otorgó el estatus de aliado. En Andrei Vlasov, el ejército de la KONR, tenía su propio comandante en jefe y, por tanto, una posición independiente con respecto a la Wehrmacht.
El núcleo de la división estaba formado por los restos de la 29ª División de Waffen-Granaderos de las SS rusas y la 30 División de Granaderos de las SS rusas. Esto se complementó con trece batallones rusos de la Wehrmacht y un gran número de ex prisioneros de guerra y trabajadores forzados. Con toda su fuerza, la división tenía 18.000 hombres y estaba equipada, entre otras cosas, con varios tanques T-34, cazadores de tanques Jagdpanzer 38 (t), algunos vehículos blindados y varios tipos de cañones de artillería.
Como bautismo de fuego, un pequeño destacamento de la 1.ª División se desplegó con éxito en febrero de 1945 contra las tropas soviéticas en Neulewin en el Oder. En marzo, toda la división se trasladó al frente del Oder, donde el Ejército Rojo amenazó con abrirse paso. A principios de abril, la división llegó a la zona de Heeresgruppe Weichsel, donde lanzó un ataque contra el Ejército Rojo en Erlenhof el 13 de abril, con el apoyo de la fuerza aérea VS-KONR. Cuando el ataque se estancó en unas pocas horas y la división había perdido alrededor de 370 hombres, Bunyachenko decidió moverse hacia el sur, al área entre Linz y Budweis, donde Vlasov quería concentrar sus tropas.
A principios de mayo, la división se detuvo en la ciudad checa de Kozojedy, a unos 50 kilómetros al este de Praga. Aquí, representantes de la resistencia checa se acercaron a Boenjatshenko, quienes prepararon un levantamiento en Praga para expulsar a los alemanes de la ciudad. El levantamiento estalló el 5 de mayo y fue asistido por la 1.ª División al día siguiente sin el conocimiento de Vlasov. En el enfrentamiento con las tropas alemanas, murieron alrededor de 300 soldados de la división. Aunque gracias a los rusos se pudo liberar la mayor parte de la ciudad, su ayuda despertó la ira de los comunistas checos, que exigieron que se rindieran al Ejército Rojo.
El 7 de mayo, la división se retiró hacia el oeste de Praga. Al día siguiente, Alemania capituló. La división finalmente intentó rendirse a los estadounidenses, quienes, a pesar del derecho internacional, extraditaron a los rusos a la Unión Soviética, donde los soldados terminaron en los campos de Gulag. El comandante de división Bunyachenko fue ahorcado después de un juicio simulado, al igual que los otros líderes de KONR, el 1 de agosto de 1946.

## Comandante
- Teniente general Sergei Bunyachenko: 10 de noviembre de 1944 - 8 de mayo de 1945